# Seridó

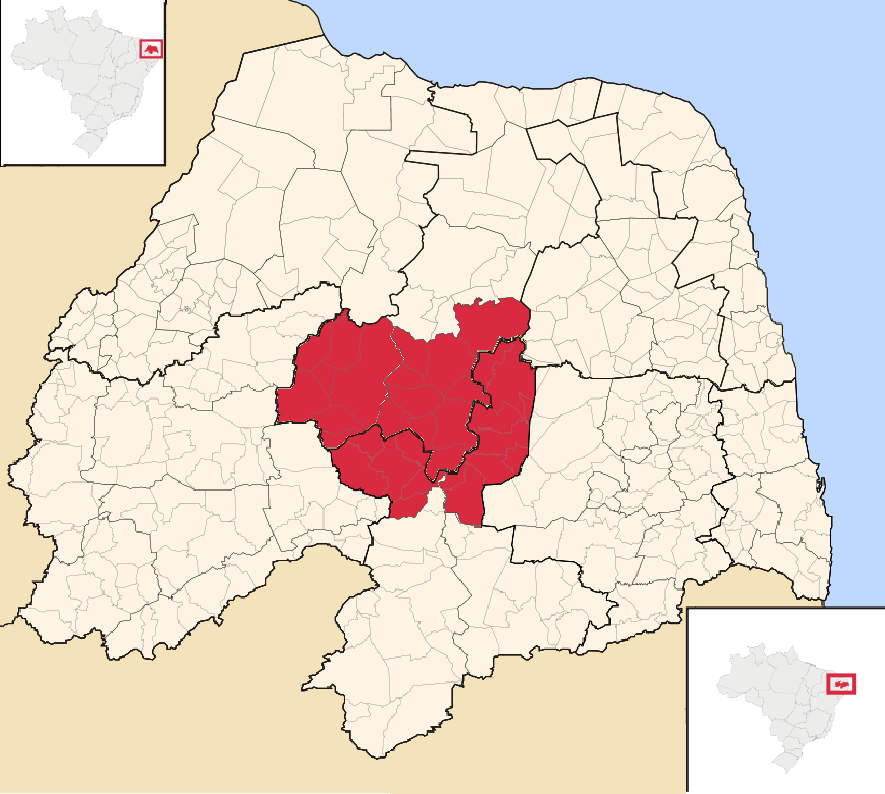
Localização do Seridó nos estados do Rio Grande do Norte e da Paraíba (classificação do IBGE).

Seridó é uma região interestadual localizada no sertão da Região Nordeste do Brasil. Oriunda da antiga região da "Ribeira do Seridó", abrange vários municípios dos estados do Rio Grande do Norte e da Paraíba, sendo oficialmente dividida pelo IBGE em Seridó Ocidental Potiguar e Seridó Oriental Potiguar, Seridó Ocidental Paraibano e Seridó Oriental Paraibano. No entanto, outros municípios costumam se identificar como "Seridó" ou seridoense, o que agrega um total de 54 municípios, sendo 28 potiguares e 26 paraibanos, o que levou a uma subclassificação realizada pelo Ministério da Integração Nacional. O Seridó potiguar ainda apresenta a melhor qualidade de vida do interior nordestino devido à histórica liderança política e econômica.

## Etimologia
Há divergências quanto à origem do topônimo Seridó. Segundo o folclorista e historiador Luís da Câmara Cascudo, vem do linguajar dos tapuias transcrito como "ceri-toh" e que quer dizer "pouca folhagem e pouca sombra", em referência as características da região. No entanto, existe o fato de que os colonizadores eram cristãos-novos, descendentes de judeus, os termos "sarid" e "serid", seriam oriundos do hebraico, que significaria "sobrevivente" ou "o que escapou". Ou ainda "she'erit" no sentido de "refúgio Dele" ou "refúgio de Deus".

## Divisão
A Ribeira do Seridó foi por muito tempo uma área de litígio entre a então província do Rio Grande do Norte e da Paraíba. Diante da elevação à condição de vila, Príncipe (atual Caicó) e Acari passaram a reivindicar o território pelo Rio Grande do Norte. A principal razão era o descontentamento por parte dessas vilas pela má utilização dos impostos do gado em seu território pela administração paraibana. Anexada seus territórios correspondentes por esta província por meio de lei sancionada pela Assembleia Provincial Potiguar em 1835, após abaixo-assinados remetidos pelos "juízes de paz, inspetores, guardas nacionais e proprietários", documento este enviado pelas câmaras das Vilas de Acari e Príncipe, onde se mostravam "contentes em pertencer à Província do Rio Grande do Norte". Lei que a Paraíba ratificou somente 19 anos depois, em 1854, por ocasião da implementação da Lei de Terras na Capitania e posteriormente no acordo territorial de 1920, que pôs um fim definitivo às disputas pela mencionada ribeira, configurando a divisão atual.

### Rio Grande do Norte

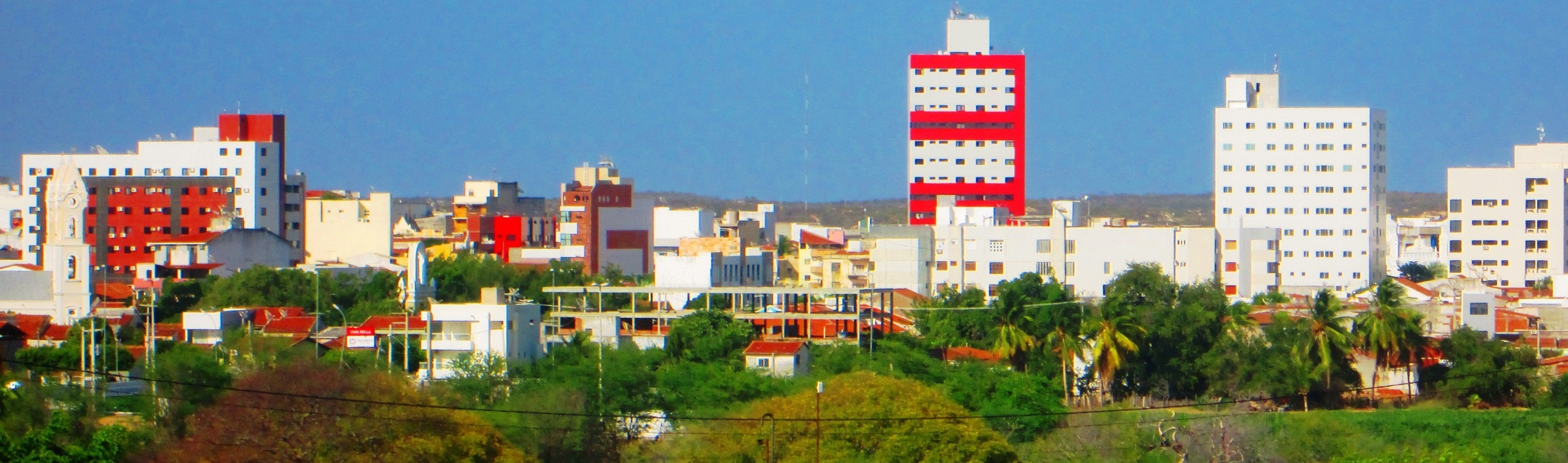
Caicó, cidade mais populosa da região.

Segundo classificação do IBGE, oficialmente integram a região do Seridó Potiguar os seguintes municípios: Acari, Carnaúba dos Dantas, Caicó, Cruzeta, Currais Novos, Equador, Ipueira, Jardim de Piranhas, Jardim do Seridó, Ouro Branco, Parelhas, Santana do Seridó, São Fernando, São João do Sabugi, São José do Seridó, Serra Negra do Norte e Timbaúba dos Batistas.
No entanto, social e historicamente, são ainda integrados ao Seridó os municípios de Bodó, Cerro Corá, Florânia, Jucurutu, Lagoa Nova, Santana do Matos, São Vicente e Tenente Laurentino Cruz.

### Paraíba
Integram o Seridó Paraibano de acordo com o IBGE os municípios de Baraúna, Cubati, Frei Martinho, Juazeirinho, Junco do Seridó, Nova Palmeira, Pedra Lavrada, Picuí, Salgadinho, Santa Luzia, São José do Sabugi, São Mamede, Seridó, Tenório e Várzea.

## O termo "Seridó"
A terminologia "Seridó" pode ter vários significados, no entanto todos possuem relação com a dita "região do Seridó".
- Caatinga do Seridó - Subclassificação do bioma Caatinga, que além da dita região, ainda pode ser encontrada no Ceará.[9]
- Polo Seridó ou Roteiro Seridó - roteiro turístico que envolve alguns municípios do Seridó.[10]
- Algodão Seridó ou algodão mocó - variedade de algodão nativa de excelente qualidade e resistente à seca.[11]
- Geoparque Seridó - patrimônio geológico do Seridó do RN reconhecido como um Geoparque Mundial da UNESCO[12][13].
- Núcleo de desertificação do Seridó - conhecida área que corre grande risco de desertificação.[14]